# Martinus van Marum
Martinus van Marum, född 20 mars 1750 i Delft, död 26 december 1837 i Haarlem, var en nederländsk fysiker.
Marum var till en början läkare i Haarlem, men övergick snart uteslutande till naturvetenskapliga studier, särskilt undersökningar på ellärans område, samt blev en ledande man inom Haarlems naturvetenskapliga institutioner. Bland annat lät han för det under hans ledning stående Teylers Museums räkning konstruera en berömd elektricitetsmaskin, vilken länge var den starkaste, som fanns.